# Château de Kerozer
Le château de Kerozer aussi dénommé château Sainte-Anne est une maison de retraite située à Saint-Avé en France.

## Localisation
Le château est situé sur le territoire de la commune de Saint-Avé, au lieu-dit Kerozer, dans le département du Morbihan en région Bretagne.

## Description
Le château date du XVIe siècle, le logis principal est construit en pierre de taille sur cave, un étage carré, escalier central dans-oeuvre, tournant à retours avec jour, escalier dans tourelle hors-oeuvre en vis sans jour en maçonnerie, salon à l'italienne à l'ouest avec escalier à vis suspendu avec cage ouverte ; toiture de la partie centrale à longs pans à croupes ; tour d'escalier et tour sud : toit conique ; pavillons nord et sud couverts en pavillon ; partie nord enduite, toit à croupes, étage de comble ; chapelle à vaisseau unique, toit à longs pans à pignon découvert, ardoise, pierre de taille (pignon) et enduit (murs gouttereaux) ; communs : enduit, en rez-de-chaussée, toit à longs pans à pignon découvert, excepté pavillon central couvert en pavillon ; colombier en moellon ; granite en couverture, extrados de voûte.

## Historique
La seigneurie appartient en 1427 à la famille Le Clérigo jusqu'en 1515, puis aux la Bourdonnaye jusqu'en 1753 : de cette époque subsistait un corps de logis à étage du XVIe siècle, peut-être logis de l'ancien manoir, devenu dépendance, puis détruit lors de la construction des communs au XIXe siècle. Corps principal construit peut être au XVIIe siècle, dont subsiste une cheminée à la cave, la base d'une autre cheminée, et une tour d'escalier circulaire. Chapelle mentionnée en 1691, détruite. Construction de la fontaine de dévotion en 1766 (déplacée au XXe siècle) , du colombier en 1768 (dates portées), pour Jean-Baptiste de Kermoysan. Le château fut reconstruit en 1895 pour la baronne de l'Epée par Bourdillat architecte, avec conservation ou réutilisation de quelques éléments anciens, selon le schéma de l'ancien château : pavillon nord et partie haute de la tour d'escalier nord reconstruits, enclos du jardin abattu, construction des écuries, à l'emplacement du bâtiment du XVIe siècle, construction de la chapelle Sainte-Anne avec sablières imitées de celles de la chapelle Notre-Dame-du-Loc (Saint-Avé), moulin à vent, transformé en belvédère (nommé moulin à vent du Clérigo en 1811). Vers 1960, transformation en maison de retraite : allongement du château vers l'est, communs surélevés et modifiés, ferme à l'est reconstruite. Construction d'une troisième chapelle en ruine en 1978. Croix de la fin du XIVe siècle ou début du XVe siècle.
Le château est inscrit à l'inventaire général du patrimoine culturel en 1987.

## Galerie

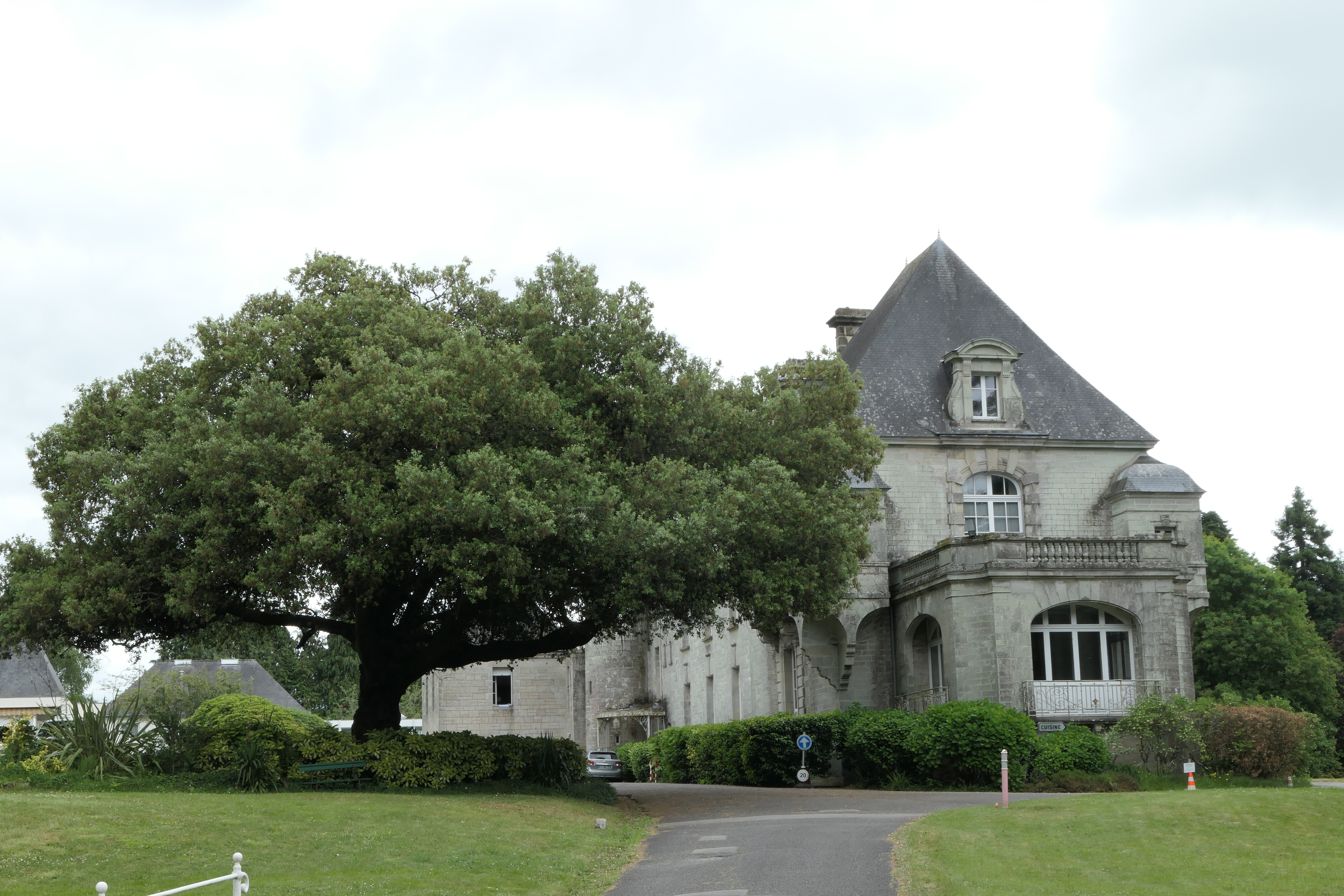
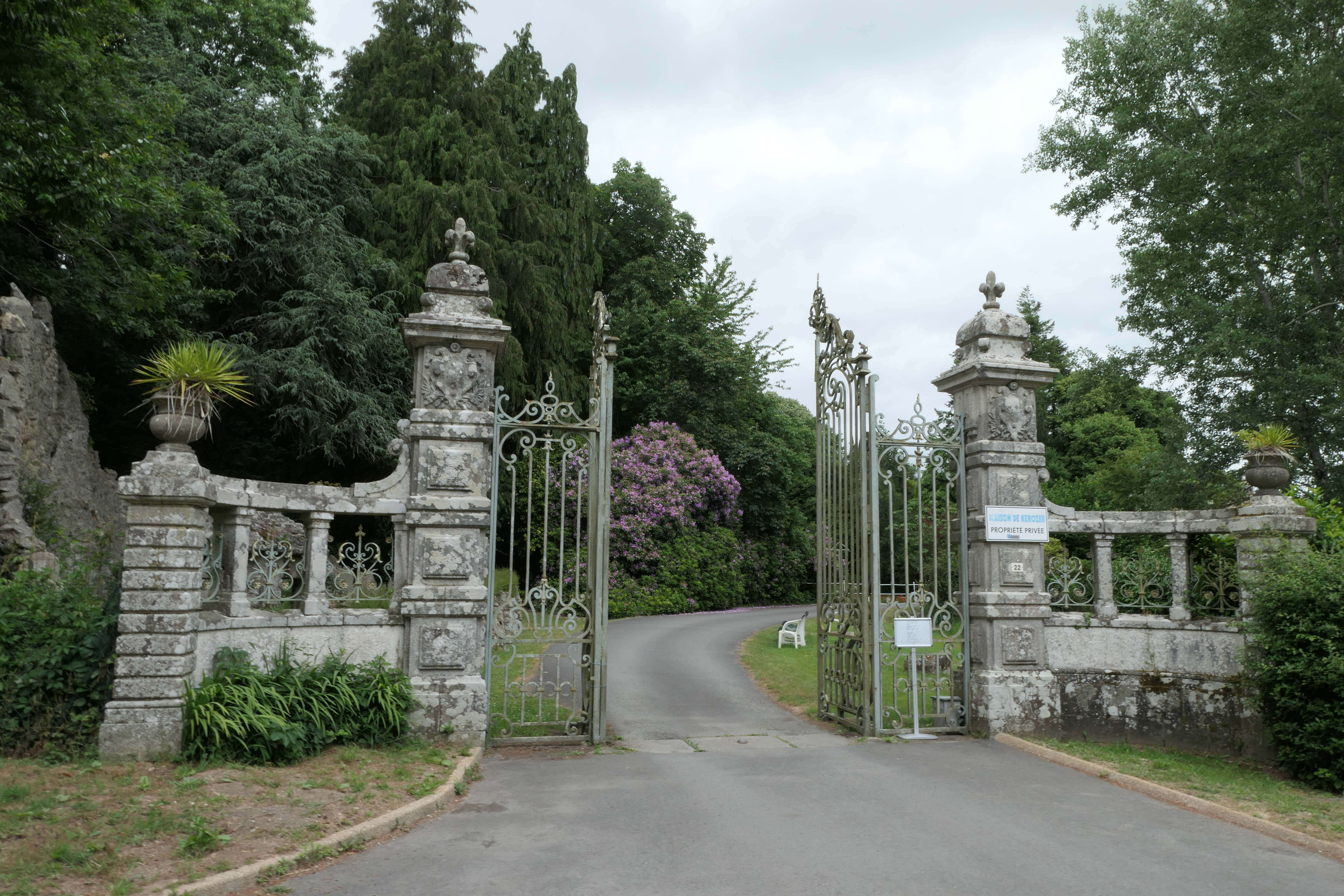
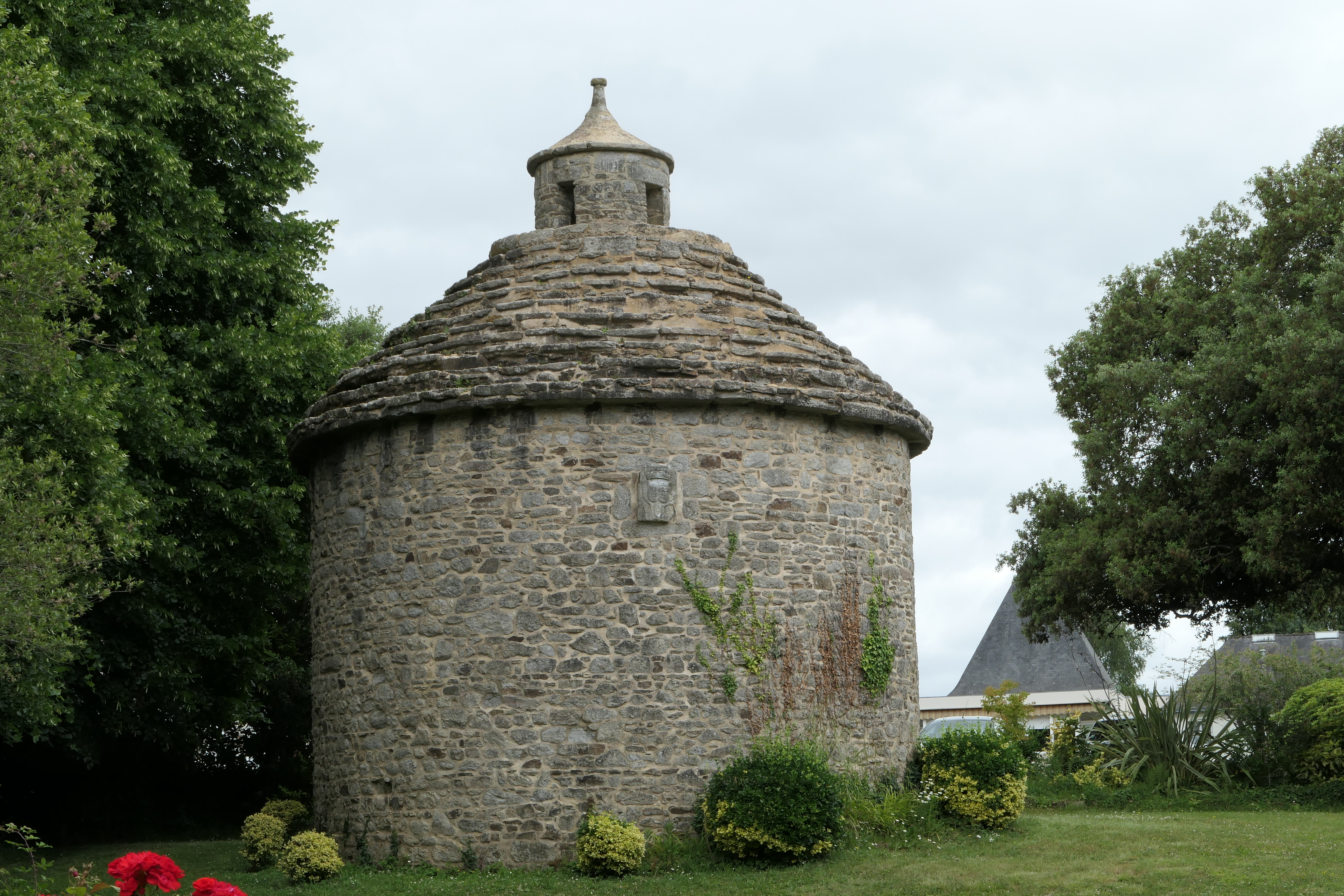
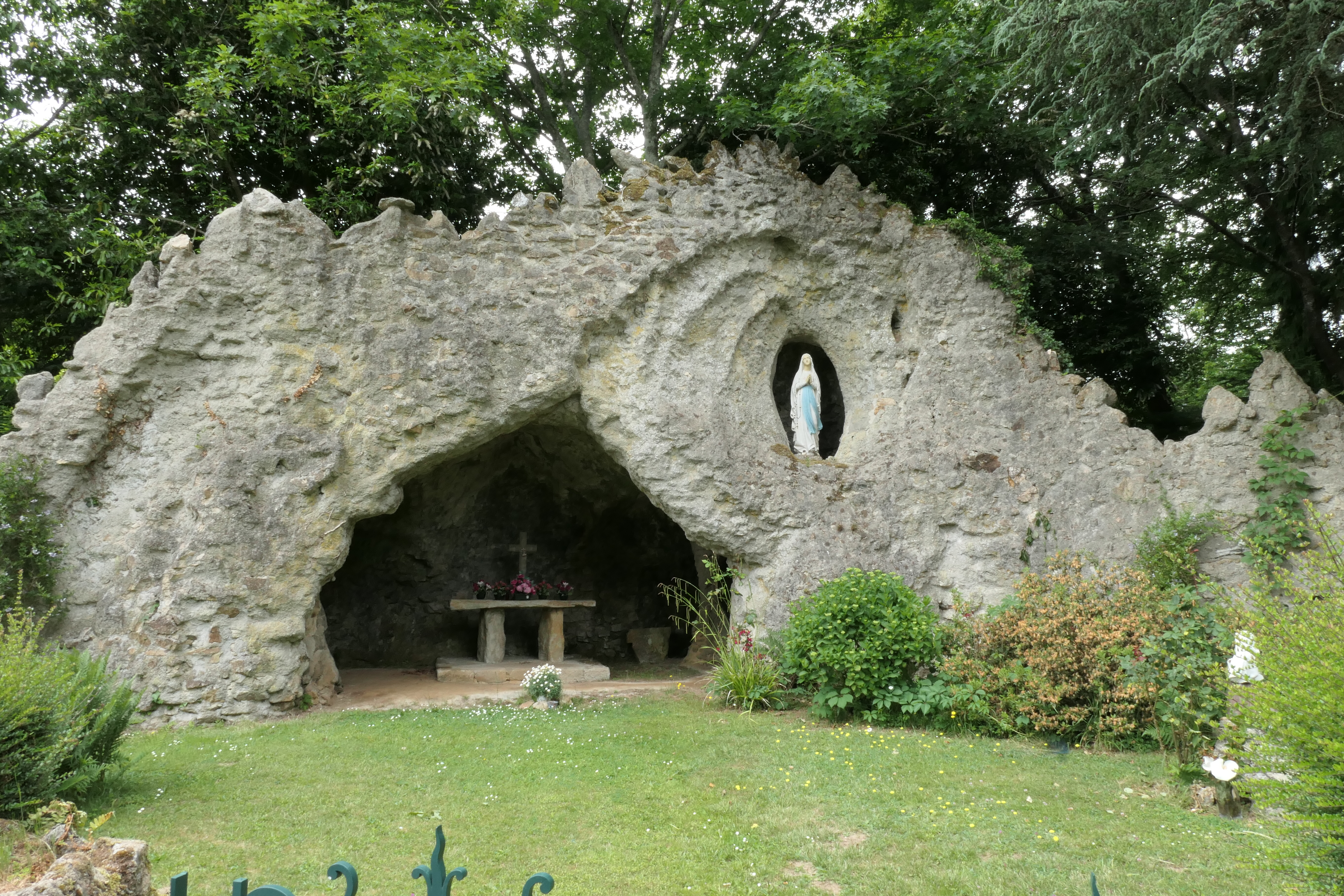
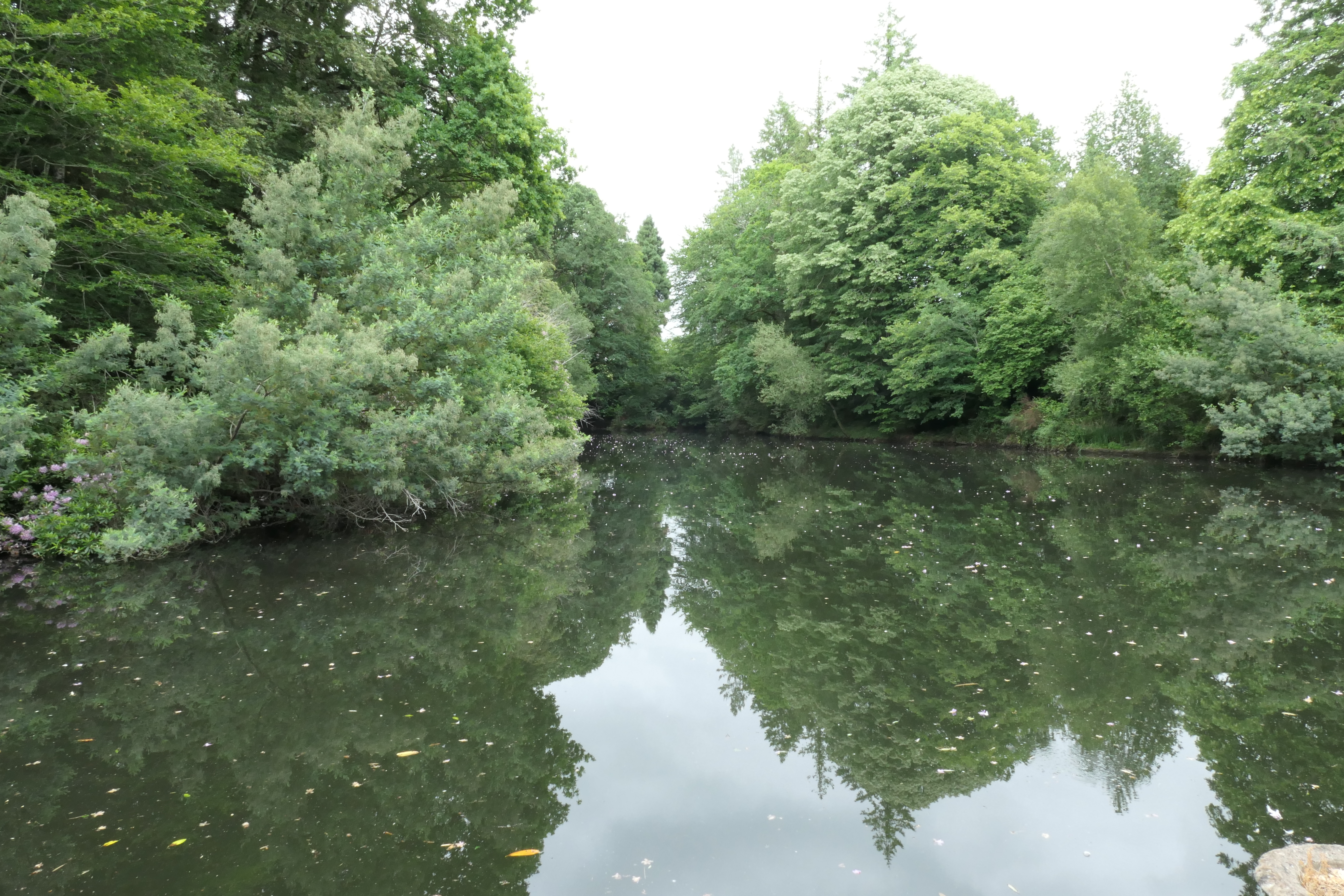